# Pieter Scholtz
Pour les articles homonymes, voir Scholtz.
Pas d'image ? Cliquez ici

a Compétitions nationales et continentales officielles uniquement.

Dernière mise à jour le 30 juin 2025.
Pieter Scholtz, né le 20 mars 1994 à Pretoria (Afrique du Sud), est un joueur sud-africain de rugby à XV évoluant au poste de pilier.

## Biographie
Pieter Scholtz naît à Pretoria en Afrique du Sud.
Il grandit dans la province du Cap-Nord, où il joue au rugby à XV pour les Griquas de 2007 à 2012 ; en 2007, il a notamment fait partie de l'équipe qui a participé à la Craven Week des moins de treize ans à Krugersdorp. Par la suite, il représente les Criquas lors de la Grant Khomo Week des moins de seize ans en 2010,[réf. nécessaire] puis à la Craven Week des moins de 18 ans en 2011. Il fait également deux apparitions avec l'équipe de moins de 19 ans des Griquas lors du championnat provincial de la catégorie en 2012, marquant un essai lors du match contre la Eastern Province.[réf. nécessaire]
En amont de la saison 2013, il déménage à Johannesbourg pour rejoindre le centre de formation des Golden Lions. Il s'impose comme le pilier droit titulaire des Golden Lions lors du Championnat provincial des moins de 19 ans 2013, débutant treize des quatorze matches de la compétition. Les Golden Lions terminent à la deuxième place du classement et Scholtz participe notamment à la victoire 27 à 25 des Golden Lions sur les Natal Sharks en demi-finale.[réf. nécessaire] Ainsi qu'à leur défaite 23 à 35 contre les Blue Bulls en finale.
Pieter Scholtz fait ses débuts en senior lors de la Vodacom Cup 2014, en commençant le match remporté 18 à 16 contre les Leopards à Potchefstroom pour son unique match de la compétition. Bien que faisant partie de la catégorie d'âge des moins de 20 ans, il a débuté huit des treize matchs des Golden Lions lors du championnat provincial des moins de 21 ans 2014[réf. nécessaire] dans lequel il a marqué un essai lors du match contre les Leopards, victoire qui leur a permis d'accéder aux demi-finales, bien qu'ils perdent celle-ci 19 à 23 face aux Blue Bulls.[réf. nécessaire]
Lors de la Vodacom Cup 2015, il est de nouveau le pilier droit titulaire des Golden Lions ; il est titularisé à ce poste lors de huit matchs des Golden Lions, qui ont atteint les demi-finales de la compétition, perdues contre les Pumas à Johannesbourg. Il a de nouveau joué pour l'équipe des moins de 21 ans dans le groupe A du championnat provincial des moins de 21 ans de 2015, mais a également été inclus dans l'équipe titulaire pour le dernier match de la saison régulière de la Currie Cup Premier Division 2015 et a fait ses débuts en Currie Cup lorsque les Golden Lions ont battu son ancienne équipe, les Griquas, 29 à 19, pour terminer la saison invaincus et en tête du classement.[réf. nécessaire] Pour la saison 2016, il participe au Super Rugby avec les Lions. Tournoi dans lequel les Lions terminent premiers de leurs poule.
Pour la saison 2017, il rejoint les Pumas. Cependant, après seulement onze matchs, il part jouer pour les Southern Kings en Pro14 à partir de novembre 2017. Son premier match s'effectue lors de la neuvième journée du championnat, face aux Scarlets.
Le 11 novembre 2020, Pieter Scholtz rejoint la province galloise des Scarlets, toujours en Pro14, pour le reste de la saison 2020-2021.
Le 9 juin 2021, Scholtz signe avec le club anglais des Wasps en Premiership en vue de la saison 2021-2022.
Le 27 juin 2022, Scholtz quitte les Wasps pour rejoindre l'Aviron bayonnais en Top 14 en vue de la saison 2022-2023.